# Brussels Outdoor 1978
Il Brussels Outdoor 1978 è stato un torneo di tennis giocato sulla terra rossa. È stata l'8ª edizione del Brussels Outdoor che fa parte del Colgate-Palmolive Grand Prix 1978. Si è giocato a Bruxelles in Belgio dal 12 al 18 giugno 1978.

## Campioni

### Singolare
Werner Zirngibl ha battuto in finale  Ricardo Cano con il punteggio di 1–6, 6–3, 6–4, 6–3

### Doppio
Jean-Louis Haillet /  Antonio Zugarelli hanno battuto in finale  Onny Parun /  Vladimír Zedník con il punteggio di 6–3, 4–6, 7–5